# Suzuki Hayabusa
A Suzuki Hayabusa é uma motocicleta Hyper Sport originalmente apresentada pela Suzuki em 1999.[carece de fontes?] Foi relançada em 2008.
1ª Geração
No ano de 1999, o mundo "parou" para contemplar a nova moto saída das instalações da suzuki no Japão, a Suzuki Hayabusa, também conhecida como GSX-1300R.
A Suzuki Hayabusa debitava 175cv às 9.500rpm e alcançava uma velocidade máxima de 320km/h, graças ao seu motor 4 cilindros em linha de 1298cc. 
Os números da Hayabusa chocavam uns, mas também não agradaram a algumas pessoas, incluindo políticos e chefes de estado europeus que ameaçavam parar com as exportações para a Europa. 
Por isso em 2001, foi decretado um Acordo de Cavalheiros entre os principais fabricantes em que o acordo era limitar as motas a 299km/h.
2ª Geração
Em 2008 a Hayabusa ganhou as primeiras alterações graças aos ataques da Kawasaki com a Ninja ZX-12R e com a Ninja-ZX14.(ZZR 1400).
A Hayabusa ganhou um aumento de 22cv e de 42cc.

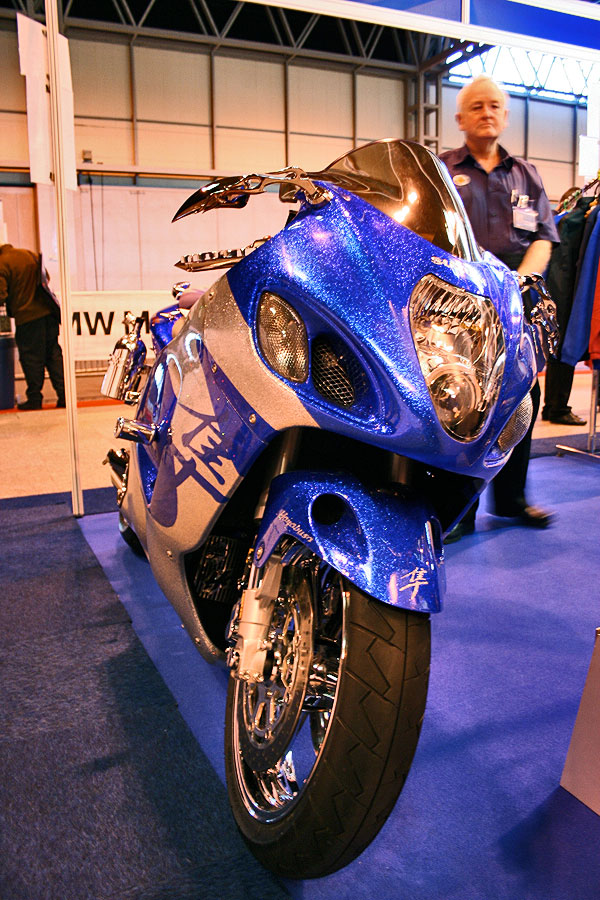
Foto da Suzuki Hayabusa 1ª Geração

A Hayabusa continua a possuir um motor 4 cilindros em linha, mas que desta vez debita 197cv às 9.500rpm e alcança os 299km/h limitados eletronicamente. Possui 1340cc.
A Hayabusa é atualmente a 5ª mota mais rápida do mundo.
Está previsto para 2021 o lançamento da nova Hayabusa.